# Eral
Eral es una ciudad y nagar Panchayat situada en el distrito de Thoothukudi en el estado de Tamil Nadu (India). Su población es de 9478 habitantes (2011).

## Demografía
Según el censo de 2011 la población de Eral era de 9478 habitantes, de los cuales 4730 eran hombres y 4748 eran mujeres. Eral tiene una tasa media de alfabetización del 93,84%, superior a la media estatal del 80,09%: la alfabetización masculina es del 96,51%, y la alfabetización femenina del 91,21%.